# FLA (film)
Pour les articles homonymes, voir FLA.
Pour plus de détails, voir Fiche technique et Distribution.
FLA ou Faire l'amour est un film français réalisé par Djinn Carrénard, sorti en 2014.

## Fiche technique
- Titre : FLA
- Réalisation : Djinn Carrénard
- Scénario : Djinn Carrénard
- Musique : Frank Villabella
- Photographie : Salomé Blechmans et Djinn Carrénard
- Montage : Djinn Carrénard
- Production : Salomé Blechmans et Djinn Carrénard
- Société de production : Donoma Guérilla, Arte France Cinéma, Commune Image Média, Realitism Films, Canal+ et Lucy in the Sky Production
- Société de distribution : Donoma Guérilla (France)
- Pays :  France
- Genre : comédie dramatique
- Durée : 168 minutes
- Dates de sortie : 
  -  France : 15 mai 2014 (Festival de Cannes), 3 février 2016

## Distribution
- Maha : Kahina
- Laurette Lalande : Laure
- Majster : Oussmane
- Saul Williams : Shaban
- Laura Kpegli : Carole
- Axel Philippon : Ramon
- Amélie Moy : Catherine
- Jérémie Dethelot : Elie
- Jean-Baptiste Phou : Jonath
- Sékouba Doucouré : Marius

## Accueil
Frédéric Strauss pour Télérama qualifie FLA de « film d'amour faussement relâché et porté par des dialogues à vif ».

## Distinctions
Le film est présenté en ouverture de la Semaine de la critique au Festival de Cannes 2014.